# Wiśniowa (Strzyżów)
Pour les articles homonymes, voir Wiśniowa.
Wiśniowa est une localité polonaise, siège de la gmina de Wiśniowa, située dans le powiat de Strzyżów en voïvodie des Basses-Carpates.